# Файгінген-ан-дер-Енц
Файгінген (нім. Vaihingen) — місто в Німеччині, знаходиться в землі Баден-Вюртемберг. Підпорядковується адміністративному округу Штутгарт. Входить до складу району Людвігсбург.
Площа — 73,41 км2. Населення становить 29 307 ос. (станом на 31 грудня 2020).